# Villa Medici

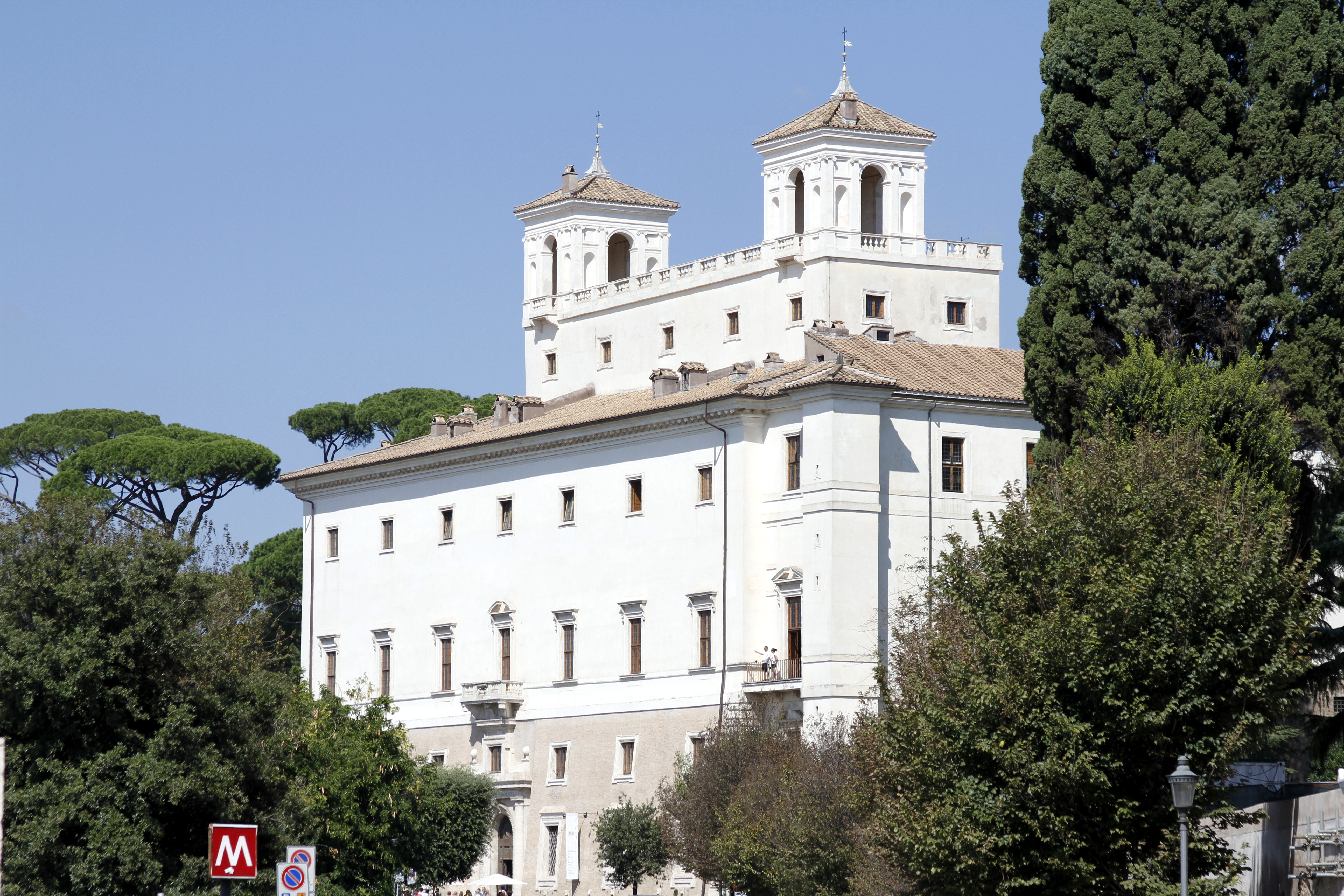
Fachada da Villa Medici em Roma.

A Villa Medici é um palácio de Roma cujos jardins são contíguos com os grandes jardins da Villa Borghese Pinciana, na Colina do Píncio, próximo da Trinità dei Monti. Foi fundada por Fernando I, Grão-Duque da Toscana, tem alojado a Academia Francesa em Roma desde 1803.
Uma evocação musical das fontes do seu jardim é apresentada no poema sinfónico Fontane di Roma, de Ottorino Respighi.

## História

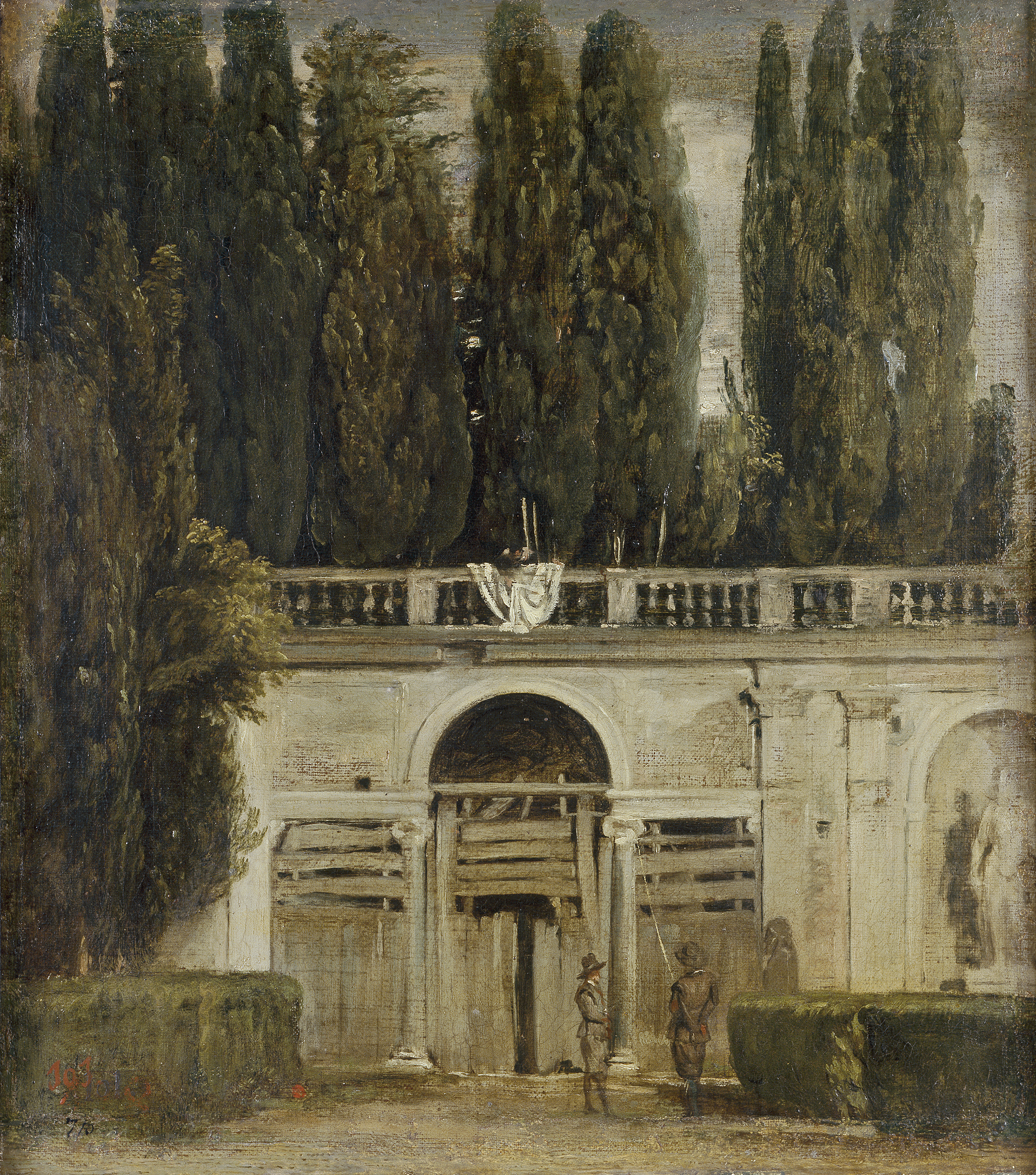
Jardim da Villa Medici em Roma pintado por Diego Velázquez.

Na Antiguidade, o local onde se ergue a Villa Medici fazia parte dos Jardins de Lúculo, que passaram para as mãos da família imperial através de Messalina, esposa de Cláudio, que viria a ser assassinada ali.
Em 1564, quando os sobrinhos do Cardeal Giovanni Ricci de Montepulciano adquiriram a propriedade, esta estava abandonada à vinicultura havia muito tempo. A única habitação era o pavilhão do Cardeal Marcello Crescenzi, o qual mantinha aqui um vinhedo, tendo começado a fazer melhorias à villa sob a direcção do florentino Nanni Lippi. No entanto, Lippi viria a falecer antes de as obras terem começado a progredir. Os novos proprietários contrataram Annibale Lippi, filho do falecido arquitecto, para continuar o trabalho. Intervenções de Michelangelo são uma tradição.
Em 1576, a propriedade foi adquirida pelo Cardeal Ferdinando de Medici, o qual concluiu a estrutura segundo desenhos de Bartolomeo Ammanati. A Villa Medici tornou-se na única propriedade dós Médici em Roma. Foi concebida para dar expressão concreta à ascendência da família entre os príncipes italianos e afirmar a sua presença permanente em Roma. Sob a insistência do Cardeal, Ammanati incorporou no desenho baixos relevos e estátuas romanos. Como resultado, as fachadas da Villa Medici tornaram-se num museu virtual em espaço aberto. Uma série de grandes jardins recordavam os jardins botânicos criados em Pisa e Florença pelo pai do Cardeal, Cosme I de Médici, protegidos em plantações de pinheiros, ciprestes e carvalhos.

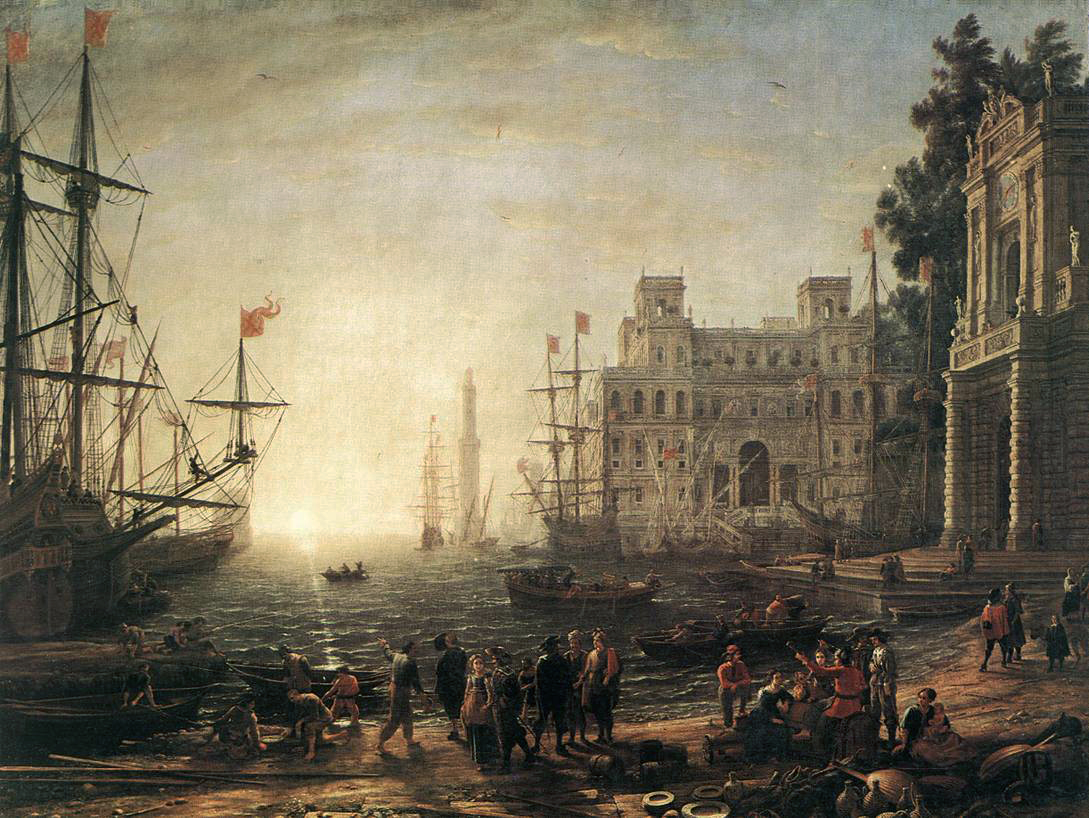
Porto com a Villa Medici, 1638, Claude Lorrain

Entre o impressionante conjunto de esculturas romanas existentes na villa, existem cerca de cento e setenta peças foram trazidas de duas colecções romanas que se juntariam através de um casamento, a colecção Capranica e a colecção della Valle. Três dos trabalhos que chegaram à Villa Medici sob o Cardeal Fernando estão classificados entre os mais famosos na cidade: o Grupo Niobe e os Lutadores, ambos descobertos em 1583 e imediatamente comprados pelo Cardeal Fernando, e o Arrotino.
Quando, depois da morte do seu irmão mais velho, o Cardeal sucedeu como Grão-Duque da Toscânia, em 1587, satisfez-se com cópias em gesso do seu Grupo Niobe, com total conhecimento do prestígio acrescido para os Médici por guardarem tão magnífica colecção na cidade europeia cujo significado ultrapassava de longe o da sua própria capital. O Vaso Médici entrou para a colecção na villa, seguido pela Vénus de Médici na década de 1630; as esculturas Médici não seriam removidas para Florença antes do século XVIII. Então, as antiguidades vindas da Villa Medici formaram o núcleo da colecção de antiguidades na Galleria degli Uffizi, tendo Florença começado a figurar no Grand Tour europeu.
Tal como os contíguos jardins da Villa Borghese Pinciana, os jardins da Villa Medici eram, de longe, muito mais acessíveis que os palácios formais, como o Palazzo Farnese em Roma, situado no coração da cidade. Durante um século e meio, a Villa Medici foi um dos mais elegantes e mundanos cenários em Roma, a sede da embaixada dos Grão-Duques junto da Santa Sé. Quando a linhagem masculina dos Médici se extinguiu, em 1737, a villa passou para a Casa de Lorena e, por um breve período na época napoleónica, para o Reino da Etrúria. Desta forma, Napoleão Bonaparte chegou à posse da Villa Medici, a qual transferiu para a Academia Francesa em Roma. Desde então, tem acolhido os vencedores do prestigioso Prémio de Roma, sob distintos directores como Ingres e Balthus.